# 土屋裕弘
土屋 裕弘（つちや みちひろ、1947年7月12日 - ）は、日本の実業家。三菱ケミカルホールディングス取締役、田辺三菱製薬代表取締役社長及び取締役会長、相談役、住友電気工業取締役、関西医薬品協会会長、道修町まちづくり協議会会長を務めた。現在はラクオリア創薬の取締役となっている。

## 人物・経歴
- 長野県松本市出身。長野県松本深志高等学校卒業。
- 1976年（昭和51年）3月、京都大学大学院薬学研究科修了。4月1日、田辺製薬（現・田辺三菱製薬）に入社。
- 1995年（平成7年）10月、経営企画部長を経て、2003年（平成15年）4月、研究本部長に就任。
- 2007年（平成19年）10月1日、田辺製薬と三菱ウェルファーマの合併により田辺三菱製薬株式会社が発足。同社取締役副社長執行役員に就任。
- 2009年（平成21年）6月19日、同社の2代目代表取締役社長に就任。約5年間歴任。
- 2014年（平成26年）6月20日、同社代表取締役会長に昇格。2016年（平成28年）には取締役会長に昇格。
- 2017年（平成29年）6月、取締役会長を退き、相談役に就任。
- 2020年（令和2年）、ラクオリア創薬株式会社に入社。現在は同社の取締役に就任。